# プリンストン (ミサイル巡洋艦)
プリンストン(USS Princeton, CG-59)は、アメリカ海軍のミサイル巡洋艦。タイコンデロガ級ミサイル巡洋艦の13番艦。艦名はニュージャージー州プリンストンに因む。その名を持つ艦としては6隻目。AN/SPY-1B レーダー・システムを搭載した初のタイコンデロガ級であった。

## 艦歴
プリンストンはミシシッピ州パスカグーラのインガルス造船所で1989年2月11日にテッド・ホンツ艦長の指揮下就役した。就役後パナマ運河を通過し、ロングビーチ海軍造船所に配置された。
1991年2月18日に、オペレーション・デザート・ストームに参加中のプリンストンはペルシャ湾において2個の感応機雷に触雷し、船体構造に亀裂が生じ、方向蛇と主軸部分を損傷した。船体後部の大きな損傷にもかかわらず、前方の武器及びイージスシステムは15分以内に稼働状態となった。プリンストンは30時間港に留まり、その後ドバイで5週間にわたる修理を行った。

応急修理が完了すると自力でアメリカに帰国し、本格的な修理を行った。プリンストンと乗組員は戦闘活動記章を受章した。
1999年から2000年にかけてサンディエゴで完全オーバーホールを行った。